# Adolf Güntherschulze
Günther Adolf Eugen August Güntherschulze (Hanôver, 26 de julho de 1878 – Munique, 30 de março de 1967) foi um físico experimental alemão. Foi professor da Universidade Técnica de Dresden.
Güntherschulze foi filho de um arquiteto, obteve o Abitur em 1897 em Hanover e estudou física a partir de 1897 na Universidade de Hanôver. A partir de 1901 trabalhou na Physikalisch-Technische Reichsanstalt (PTR) em Berlim. Em 1902 obteve um doutorado em Hanover. Em 1929 foi diretor da Osram-Gesellschaft em Berlim. Em novembro de 1933 assinou a Declaração dos Professores Alemães por Adolf Hitler. De 1948 a 1956 foi professor de eletrotécnica geral da Universidade Técnica de Munique.
Publicou alguns artigos no Handbuch der Physik de Geiger/Scheel.

## Obras
- Galvanische Elemente und Schwachstromakkumulatoren, 1921
- Über die dielektrische Festigkeit, Kösel und Pustet 1924
- com Werner Germershausen: Übersicht über den heutigen Stand der Gleichrichter, 2ª Edição, Leipzig 1925
- Galvanische Elemente, Halle/Saale: Knapp 1928
- Elektrische Gleichrichter und Ventile, Springer Verlag 1924, 2. Edição 1929
- com Hans Betz: Elektrolytkondensatoren, 2ª Edição, Berlim: Cram 1952 (1ª Edição 1937 sem Betz)